# Luis Molina (rugby à XV)
Pour les articles homonymes, voir Molina.
Pas d'image ? Cliquez ici

a Compétitions nationales et continentales officielles uniquement.

b Matchs officiels uniquement.
Luis Enrique Molina, né le 3 novembre 1959 à San Miguel de Tucumán, est un joueur de rugby argentin, évoluant au poste de pilier en sélection nationale.

## Biographie
Luis Molina connaît 12 sélections internationales en équipe d'Argentine, il fait ses débuts le 19 septembre 1985 contre l'équipe du Chili avec une victoire 59-6 à Asuncion. Sa dernière apparition comme Puma a lieu le 9 octobre 1991 contre l'équipe du pays de Galles pour une défaite 16 à 7 à Cardiff dans le cadre de la coupe du monde.

## Statistiques en sélection nationale
- 12 sélections
- Nombre de sélections par année : 1 en 1985, 4 en 1987, 4 en 1989, 2 en 1990, 1 en 1991
- Participation à la Coupe du monde de rugby : 1987 (3 matchs comme titulaire), 1991 (1 match comme titulaire).